# Kimberly Matula
Kimberly Marie Matula, född 23 augusti 1988 i Fort Worth, Texas, är en amerikansk skådespelare, mest känd för sin roll som Hope Logan på CBSs Glamour.

## Filmografi i urval
- 2010–2016 – Glamour (TV-serie)
- 2024 – Saturday Night